# Rezolucija Vijeća sigurnosti UN-a 808
Rezolucija Vijeća sigurnosti UN-a 808 jednoglasno je usvojena 22. veljače 1993., nakon ponovnog potvrđivanja Rezolucije 713 (1991) i kasnijih rezolucija o situaciji u bivšoj Jugoslaviji, uključujući rezolucije 764 (1992.), 771 (1992.) i 780 (1992.). Vijeće, nakon što je iskazalo svoju odlučnost da stane na kraj zločinima, kao što su etnička čišćenja, i drugim kršenjima međunarodnog humanitarnog prava, odlučila je uspostaviti međunarodni sud za kazneni progon osoba odgovornih za ozbiljna kršenja međunarodnog humanitarnog prava počinjena u bivšoj Jugoslaviji od 1991. Ovo je kasnije postalo poznato kao Međunarodni kazneni sud za bivšu Jugoslaviju.
Rezolucijom se potom od glavnog tajnika Boutrosa Boutrosa-Ghalija tražilo da podnese, najkasnije 60 dana nakon usvajanja sadašnje rezolucije, izvješće o konkretnim prijedlozima i opcijama u vezi s provedbom odluke o osnivanju tog suda, uključujući i to hoće li ima temelj u zakonu. Istovremeno bi se razmatrali prijedlozi zemalja članica, a nakon usvajanja Rezolucije 808 prijedloge su, između ostalih, podnijele Francuska, Italija i Švedska. Sud će biti u potpunosti uspostavljen Rezolucijom 827 (1993).

## Vanjske poveznice
| Wikizvor | Engleski Wikizvor ima izvorni tekst na temu: United Nations Security Council Resolution 808 |

- (engl.) Text of the Resolution at undocs.org